# 利斯堡 (喬治亞州)
利斯堡（英語：Leesburg）是一個位於美國喬治亞州李縣的城市。根據2010年美國人口普查，該地人口為2896人，而該地的面積約為12.30平方千米。同時該地也是李縣的縣治。

## 地理
利斯堡的座標為31°43′58″N 84°10′15″W / 31.73278°N 84.17083°W，而該地的平均海拔高度為79米（即259英尺）。